# 卡爾伍德鎮區 (密蘇里州卡勒韋縣)
卡爾伍德鎮區（英語：Calwood Township）是位於美國密蘇里州卡勒韋縣的一個行政鎮區。

## 地方資料
卡爾伍德鎮區的面積為114.41平方千米，當中陸地面積為113.94平方千米，而水域面積為0.47平方千米。根據2020年美國人口普查的數據，當地共有人口1012人，而人口密度為每平方千米8.85人。